# Puccinia barkhausiae-rhoeadifoliae
Puccinia barkhausiae-rhoeadifoliae är en svampart som beskrevs av Bubák 1902. Puccinia barkhausiae-rhoeadifoliae ingår i släktet Puccinia och familjen Pucciniaceae.   Inga underarter finns listade i Catalogue of Life.